# Aéroport de Copenhague
L'aéroport de Copenhague (parfois « Aéroport de Copenhague, Kastrup », en danois : Københavns Lufthavn, Kastrup) (code IATA : CPH • code OACI : EKCH) est l'aéroport international de la capitale du Danemark, Copenhague. Vaste de 1 100 hectares, il occupe le sud-est de l'île d'Amager sur la paroisse de Kastrup située sur la commune de Tårnby et plus marginalement, sur celle de Dragør. L'aéroport se situe à 8 km du centre-ville de Copenhague et à 24 km de celui de Malmö.
Kastrup est le hub principal de la compagnie Scandinavian Airlines (SAS), ainsi que de la Cimber Air. L'aéroport voit, en 2009, transiter près de 60 000 passagers par jour, soit un trafic annualisé de 19,7 millions de passagers. Il est ainsi, à cette date, le plus important aéroport des pays nordiques, suivi de près, en trafic passager, par l'aéroport international d'Oslo-Gardermoen puis par l'aéroport de Stockholm-Arlanda. L'aéroport de Copenhague est détenu par la société Københavns Lufthavne, détenue à 39,2 % par l'État danois, et qui possède également l'aéroport de Roskilde.

## Situation
| \| 100 km1:7 260 000 \| Aalborg Aarhus Billund Bornholm Copenhague Esbjerg Odense Herning Læsø Midtjyllands Roskilde Sønderborg |
| 100 km1:7 260 000 |

## Statistiques
Pour des raisons techniques, il est temporairement impossible d'afficher le graphique qui aurait dû être présenté ici.

Voir la requête brute et les sources sur Wikidata.
L'aéroport a accueilli 30 298 531 passagers en 2018.

## Les infrastructures

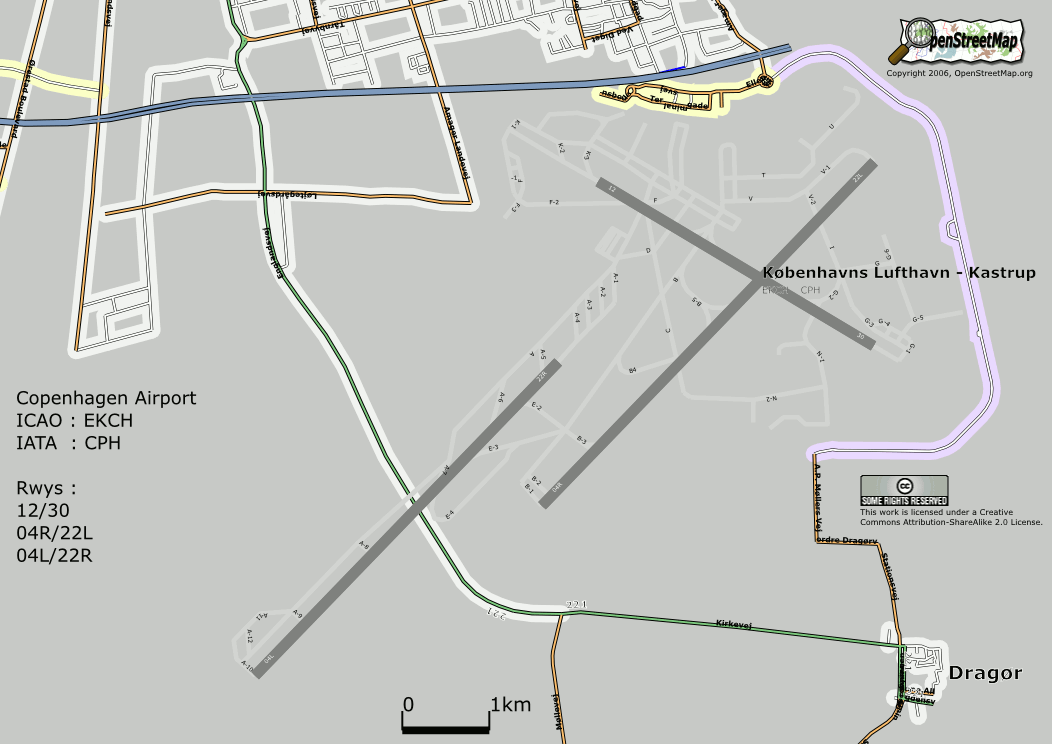
Schéma représentant les pistes et l'aérogare vus à la verticale.

### Les pistes
L'aéroport dispose de trois pistes, dont deux qui se croisent de façon presque perpendiculaire.

### La tour de contrôle

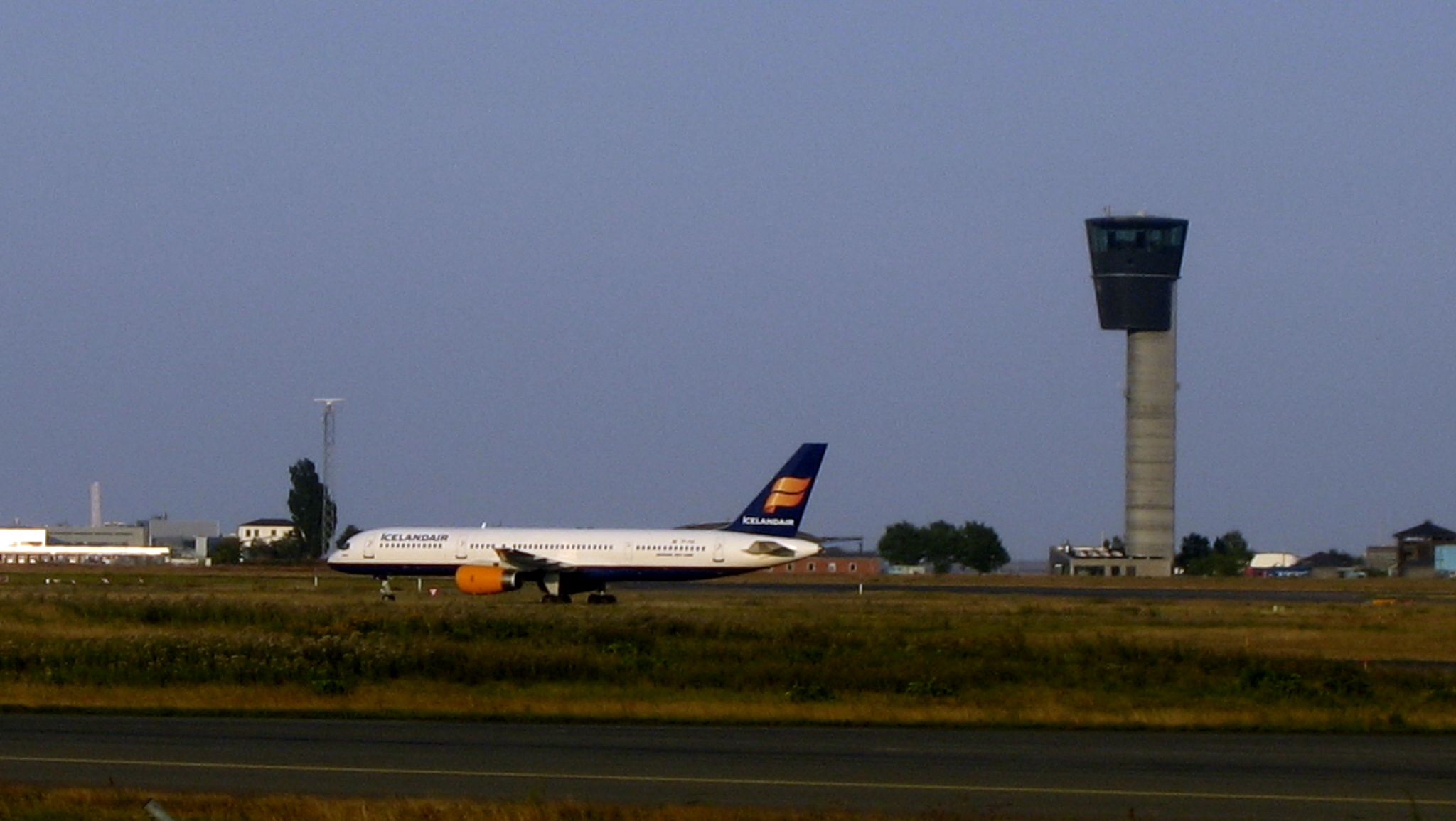
Un Boeing 757 d'Icelandair passant devant la tour de contrôle de l'aéroport.

### L'aérogare

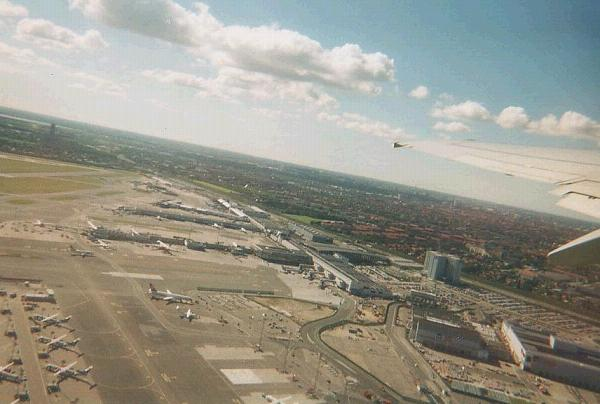
L'aérogare vue d'un avion.

L'aéroport dispose de trois terminaux reliés entre eux par des couloirs pour piétons.

#### Le terminal 2

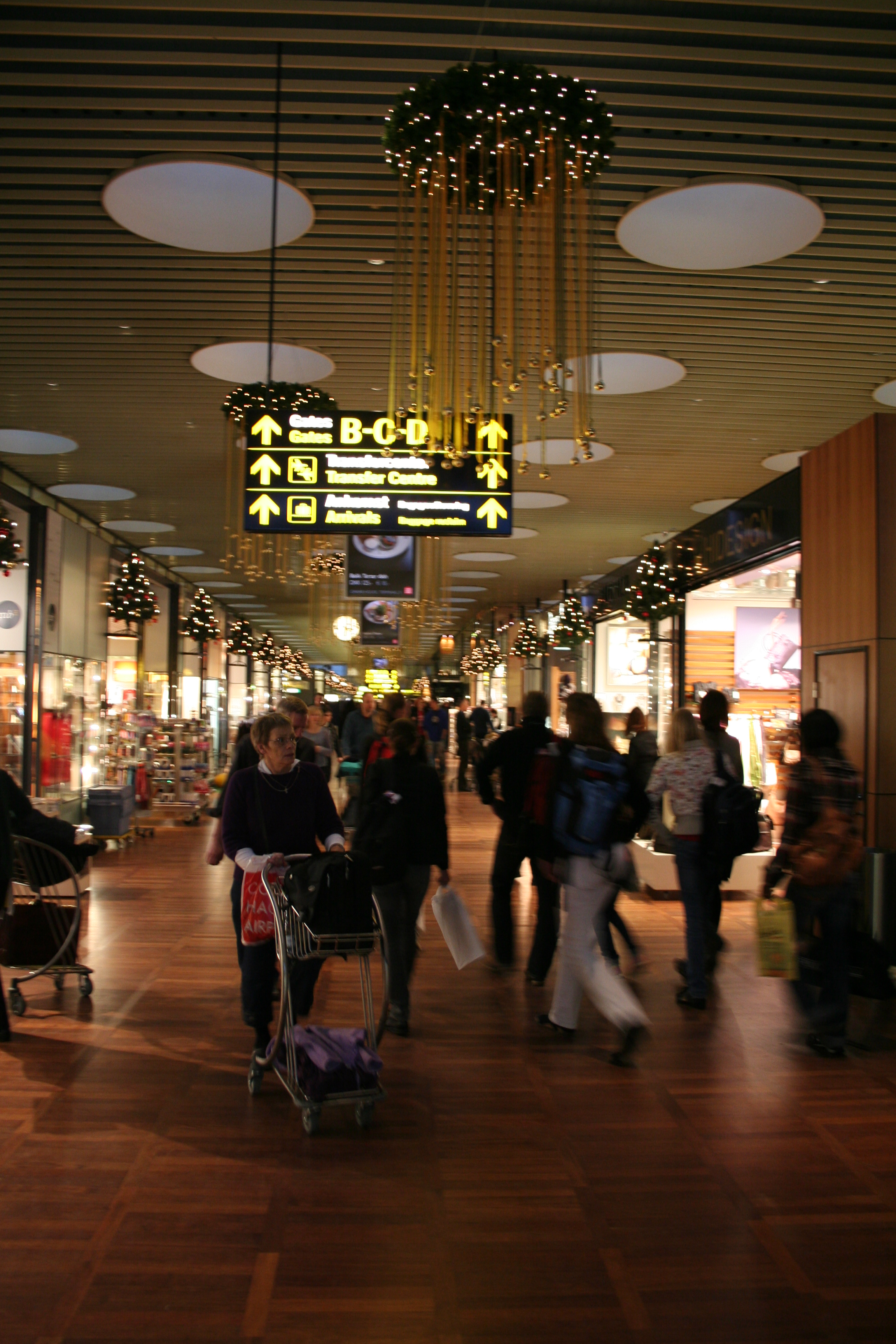
Terminal 2.

#### Le terminal 3

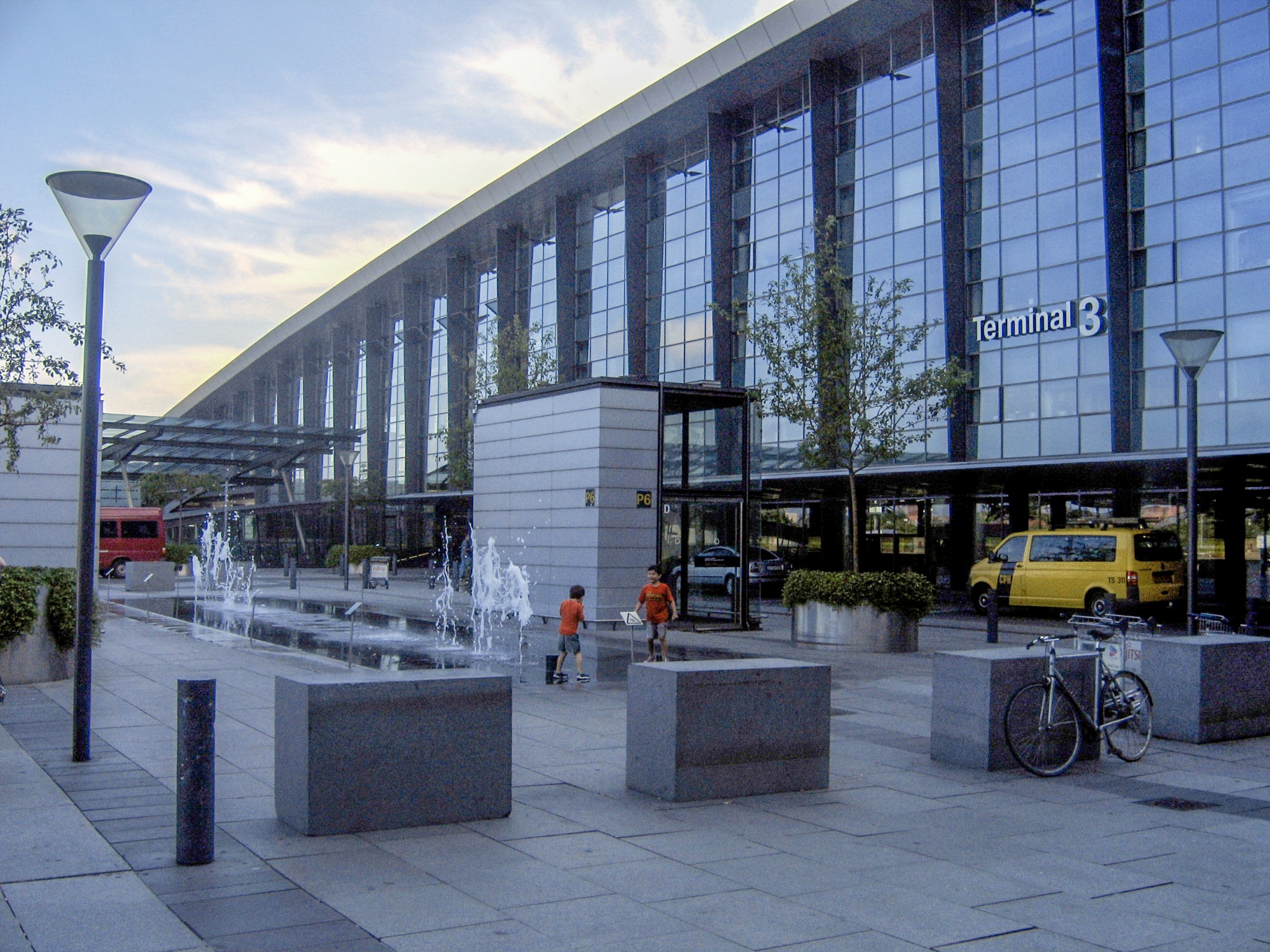
Terminal 3.

## Compagnies aériennes et destinations

### Passagers
| Compagnies                    | Destinations |
| ----------------------------- | --- |
| Aegean Airlines               | Athènes E.-Venizélos |
| airBaltic                     | Riga, Tallinn, Tampere/Pirkkala En saison : Las Palmas/Gran Canaria |
| Air Cairo                     | En saison : Hurghada |
| Air Canada                    | Toronto (Pearson) En saison : Montréal (P.-E.-Trudeau) |
| Air China                     | Pékin-Capitale |
| Air France                    | Paris-Charles de Gaulle |
| Air Greenland                 | Nuuk En saison : Narsarsuaq |
| Air India                     | Delhi-Indira Gandhi |
| Air Serbia                    | Belgrade-Nikola-Tesla |
| AJet                          | Istanbul-S. Gökçen En saison : Konya |
| Alsie Express                 | Sønderborg |
| Atlantic Airways              | Vágar |
| American Airlines             | En saison : Philadelphie |
| Austrian Airlines             | Vienne-Schwechat |
| Blue Panorama Airlines        | Rome Léonard-de-Vinci/Fiumicino |
| Braathens Regional Airlines   | En saison charter : - Antalya, - Corfou-I. Kapodístrias, - Kavala-Alexandre le Grand, - La Canée I.-Daskaloyánnis, - Mytilène-O. Elýtis, - Palma de Majorque, - Split |
| British Airways               | Londres-Heathrow |
| Brussels Airlines             | Bruxelles-National |
| Croatia Airlines              | Zagreb-Pleso |
| Danish Air Transport          | Aalborg, Rønne-Bornholm |
| Delta Air Lines               | New York-John F. Kennedy |
| easyJet                       | - Amsterdam, - Berlin-Brandebourg, - Bordeaux-Mérignac, - Bristol, - Édimbourg, - Londres-Gatwick, - Lyon-Saint-Exupéry, - Manchester, - Milan-Malpensa, - Paris-Charles de Gaulle En saison : Nice-Côte d'Azur, Palma de Majorque |
| easyJet Switzerland           | Bâle-Mulhouse, Genève-Cointrin |
| EgyptAir                      | Le Caire |
| Emirates                      | Dubaï |
| Ethiopian Airlines            | Addis-Abeba Bole |
| Etihad Airways                | Abou Dabi |
| Eurowings                     | Berlin-Brandebourg, Düsseldorf, Prague-Václav-Havel, Salzbourg-W. A. Mozart En saison charter : Innsbruck-Kranebitten |
| Finnair                       | Helsinki-Vantaa |
| Freebird Airlines             | En saison charter : Bodrum-Milas |
| Iberia Express                | Madrid-Barajas |
| Icelandair                    | Reykjavik-Keflavík |
| KLM                           | Amsterdam |
| LOT Polish Airlines           | Varsovie-Chopin, Varsovie-Radom |
| Lufthansa                     | Francfort, Munich-F. J. Strauß |
| Luxair                        | Luxembourg-Findel |
| Middle East Airlines          | Beyrouth-Rafic Hariri |
| Norwegian Air Shuttle         | - Aalborg, - Alicante-Elche, - Amsterdam, - Barcelone-El Prat, - Bergen, - Berlin-Brandebourg, - Budapest-Ferenc Liszt, - Dublin, - Édimbourg, - Gdańsk-L. Wałęsa, - Helsinki-Vantaa, - Cracovie-Jean-Paul II, - Las Palmas/Gran Canaria, - Lisbonne-H. Delgado, - Londres-Gatwick, - Madère-C. Ronaldo, - Madrid-Barajas, - Malaga-Costa del Sol, - Manchester, - Munich-F. J. Strauß, - Nice-Côte d'Azur, - Oslo-Gardermoen, - Palma de Majorque, - Paris-Charles de Gaulle, - Pise-Galileo Galilei, - Prague-Václav-Havel, - Riga, - Rome Léonard-de-Vinci/Fiumicino, - Stavanger, - Stockholm-Arlanda, - Tel Aviv - Ben Gourion, - Ténériffe-Sud Reine Sofia, - Trondheim, - Venise - Marco Polo, - Vilnius En saison : - Athènes E.-Venizélos, - Bastia-Poretta, - Bologne-Borgo Panigale, - Bordeaux-Mérignac, - Rønne-Bornholm, - Bourgas, - Catane-Fontanarossa, - Dubrovnik, - Faro, - Héraklion-N. Kazantzákis, - Kos, - La Canée I.-Daskaloyánnis, - Malte, - Montpellier-Méditerranée, - Naples-Capodichino, - Olbia-Costa Smeralda, - Palerme Falcone-Borsellino, - Porto-F. Sá-Carneiro, - Pula, - Rhodes-Diagoras, - Santorin, - Sarajevo-Butmir, - Split, - Tirana-Mère-Teresa, - Toulouse-Blagnac, - Tromsø, - Varna, - Zagreb-Pleso |
| Pegasus Airlines              | Istanbul-S. Gökçen En saison : Antalya, Izmir-A. Menderes, Konya |
| Play                          | Reykjavik-Keflavík |
| Qatar Airways                 | Doha-Hamad |
| Ryanair                       | - Alicante-Elche, - Bergame-Orio al Serio, - Barcelone-El Prat, - Bologne-Borgo Panigale, - Bratislava-M. R. Štefánik, - Budapest-Ferenc Liszt, - Cologne/Bonn-K. Adenauer, - Dublin, - Édimbourg, - Faro, - Gdańsk-L. Wałęsa, - Kaunas, - Cracovie-Jean-Paul II, - Londres-Stansted, - Madrid-Barajas, - Malaga-Costa del Sol, - Manchester, - Porto-F. Sá-Carneiro, - Prague-Václav-Havel, - Rome Léonard-de-Vinci/Fiumicino, - Turin S.-Pertini (Caselle), - Vienne-Schwechat, - Weeze En saison : - Liverpool-J.-Lennon, - Naples-Capodichino, - Palma de Majorque, - Paris-Beauvais, - Thessalonique-Makedonía, - Venise - Marco Polo |
| Royal Jordanian               | Amman-Reine-Alia |
| Scandinavian Airlines         | - Aalborg, - Ålesund, - Aarhus, - Aberdeen-Dyce, - Alicante-Elche, - Amsterdam, - Athènes E.-Venizélos, - Barcelone-El Prat, - Bergen, - Berlin-Brandebourg, - Birmingham, - Bologne-Borgo Panigale, - Boston Logan, - Bruxelles-National, - Chicago-O'Hare, - Dublin, - Düsseldorf, - Faro, - Francfort, - Gazipaşa-Alanya, - Gdańsk-L. Wałęsa, - Genève-Cointrin, - Göteborg, - Hambourg-H.-Schmidt, - Hanovre, - Haugesund-Karmøy, - Helsinki-Vantaa, - Cracovie-Jean-Paul II, - Kristiansand, - Larnaca, - Londres-Heathrow, - Los Angeles, - Lyon-Saint-Exupéry, - Malaga-Costa del Sol, - Manchester, - Milan-Malpensa, - Munich-F. J. Strauß, - Newark-Liberty, - New York-John F. Kennedy, - Nice-Côte d'Azur, - Oslo-Gardermoen, - Palanga, - Palma de Majorque, - Paris-Charles de Gaulle, - Pékin-Capitale, - Porto-F. Sá-Carneiro, - Poznań (Posnanie)-H. Wieniawski, - Reykjavik-Keflavík, - Rome Léonard-de-Vinci/Fiumicino, - San Francisco, - Stavanger, - Stockholm-Arlanda, - Stuttgart, - Tallinn, - Tokyo-Narita, - Tromsø, - Trondheim, - Vágar, - Vilnius, - Varsovie-Chopin, - Washington-Dulles, - Wrocław-N. Copernic, - Zurich En saison : - Agadir-Al Massira, - Antalya, - Bangkok-Suvarnabhumi, - Bari-Karol Wojtyła, - Beyrouth-Rafic Hariri, - Biarritz-Pays Basque, - Catane-Fontanarossa, - Corfou-I. Kapodístrias, - Dubrovnik, - Édimbourg, - Florence-Peretola, - Héraklion-N. Kazantzákis, - La Canée I.-Daskaloyánnis, - Las Palmas/Gran Canaria, - Lisbonne-H. Delgado, - Miami, - Montpellier-Méditerranée, - Naples-Capodichino, - Newquay Cornouailles, - Olbia-Costa Smeralda, - Åre Östersund, - Palerme Falcone-Borsellino, - Pise-Galileo Galilei, - Pula, - Rhodes-Diagoras, - Sälen/Montagnes de Scandinavie, - Santorin, - Split, - Ténériffe-Sud Reine Sofia, - Thessalonique-Makedonía, - Tivat, - Toronto (Pearson), - Turin S.-Pertini (Caselle), - Venise - Marco Polo, - Zadar En saison charter : Ioannina |
| Singapore Airlines            | Singapour-Changi |
| SkyAlps                       | En saison : Bolzano |
| Sunclass Airlines             | Charter : Las Palmas/Gran Canaria, Ténériffe-Sud Reine Sofia En saison charter : - Antalya, - Banjul, - Gazipaşa-Alanya, - Héraklion-N. Kazantzákis, - Kos, - La Canée I.-Daskaloyánnis, - Larnaca, - Madère-C. Ronaldo, - Palma de Majorque, - Prévéza-Aktion, - Rhodes-Diagoras, - Sal-A. Cabral, - Skiathos-A. Papadiamándis, - Varna |
| SunExpress                    | En saison : Antalya, Ankara Esenboğa, Dalaman, Izmir-A. Menderes, Konya |
| Swiss International Air Lines | Zurich |
| TAP Air Portugal              | Lisbonne-H. Delgado |
| Thai Airways                  | Bangkok-Suvarnabhumi |
| Transavia                     | Eindhoven |
| Transavia France              | En saison : Paris-Orly |
| TUI Airways                   | En saison charter : Cancún, Krabi, Phuket |
| TUIfly Nordic                 | En saison charter : Rabil, Sal-A. Cabral |
| Turkish Airlines              | Istanbul En saison : Ankara Esenboğa, Konya |
| Volotea                       | En saison : Marseille-Provence, Nantes-Atlantique |
| Vueling                       | Barcelone-El Prat, Bilbao, Las Palmas/Gran Canaria, Paris-Orly, Ténériffe-Nord En saison : - Alicante-Elche, - Amsterdam, - Florence-Peretola, - Malaga-Costa del Sol, - Palma de Majorque, - Ténériffe-Sud Reine Sofia |
| Widerøe                       | Sandefjord-Torp |
| Wizz Air                      | - Belgrade-Nikola-Tesla, - Bucarest-H. Coandă, - Iași, - Larnaca, - Skopje, - Sofia-Vrajdebna, - Varsovie-Chopin |

Édité le 11/04/2018. Actualisé le 10/02/2023.

### Cargo
| Compagnies                | Destinations                                                                                                |
| ------------------------- | --- |
| China Cargo Airlines (en) | Shanghai-Pudong                                                                                             |
| DHL Aviation              | East Midlands, Leipzig/Halle, Madrid, Oslo-Gardermoen, Stockholm-Arlanda                                    |
| Emirates SkyCargo         | Chicago-O'Hare, Columbus-Rickenbacker, Dubai-Al Maktoum, Houston-Intercontinental, Los Angeles, Mexico City |
| FedEx Express             | Helsinki, Paris-Charles de Gaulle                                                                           |
| Korean Air Cargo          | Seoul–Incheon                                                                                               |
| Singapore Airlines Cargo  | Amsterdam, Bruxelles, Singapour                                                                             |
| West Air Sweden           | Helsinki |

Note : au 19 août 2015

## Accès
L'aéroport de Copenhague est relié au centre-ville par la ligne M2 du métro de Copenhague avec la station de Lufthavnen. Une liaison directe avec la gare centrale de Copenhague (København H) est proposée par les trains des Danske StatsBaner (meilleur temps de parcours en 2013 : 12 minutes) qui desservent la gare de l'aéroport de Copenhague. L'aéroport est également desservi par des trains de longue distance vers/depuis les autres régions du Danemark et la Suède, notamment la ligne Copenhague-Malmö.